# ギバチ
ギバチ（義蜂、学名：Pseudobagrus tokiensis）はナマズ目ギギ科に分類される魚。地方によりギギュウ、ギンギョなどと呼ばれる。九州西部に生息するアリアケギバチも以前は同種とされていたが、近年は染色体数の違いなどから別種とされる。日本固有種。

## 分布
本州（神奈川県、富山県以北（青森県三八地方以南））。

## 形態
全長約25cm。体は細長く、体色は茶褐色から黒褐色で鱗はない。上顎、下顎それぞれ2対ずつ合計8本の口ひげ、胸びれに1本ずつと背びれに2本、合計4本の棘を持つ。棘には毒があるとされる。尾鰭の後縁がわずかにくぼむ。幼魚には、黄色味を帯びた明らかな斑紋がある。

## 生態
流れがあり比較的水質も良い河川の中流域から上流域下部に生息する。石や岩の下や石垣の隙間、ヨシの間や倒木の下に潜む。主に夜間活動し、水生昆虫や小魚などを捕食する。幼魚は農業用水の水路を利用することもある。産卵期は6-8月。

## 保全状態評価
- 絶滅危惧II類 (VU)（環境省レッドリスト）

関東地方の河川では、水質汚染や餌となる水生昆虫の減少の影響を受け、個体数および生息地を減らしている。